# Cian McPhillips
Cian McPhillips (* 7. Juni 2002) ist ein irischer Leichtathlet, der sich auf den Mittelstreckenlauf spezialisiert hat.

## Sportliche Laufbahn
Erste internationale Erfahrungen sammelte Cian McPhillips im Jahr 2018, als er bei den U18-Europameisterschaften in Győr mit 4:10,87 min in der ersten Runde im 1500-Meter-Lauf ausschied. Zudem stellte er in diesem Jahr in Dublin mit 8:18,91 min einen neuen irischen U18-Rekord über 3000 Meter auf. Im Jahr darauf stellte er ebenfalls in Dublin mit 2:24,13 min eine U18-Europabestleistung auf und 2020 verbesserte er in Athlone den irischen U20-Hallenrekord über 1500 Meter auf 3:44,85 min. 2021 stellte er in Dublin mit 1:46,13 min einen U20-Rekord im 800-Meter-Lauf auf und schied anschließend bei den Halleneuropameisterschaften in Toruń mit 1:48,06 min im Halbfinale aus. Im Juli siegte er dann in 3:46,55 min bei den U20-Europameisterschaften in Tallinn über 1500 Meter. 2023 gelangte er bei den U23-Europameisterschaften in Espoo mit 1:48,04 min auf den siebten Platz über 800 Meter und 2025 schied er bei den Halleneuropameisterschaften in Apeldoorn mit 1:47,40 min im Semifinale aus.
2024 wurde McPhillips irischer Hallenmeister im 800-Meter-Lauf.

## Persönliche Bestzeiten
- 800 Meter: 1:45,92 min, 24. Juni 2023 in Ordizia
  - 800 Meter (Halle): 1:45,33 min, 14. Februar 2025 in Boston
  - 1000 Meter (Halle): 2:24,13 min, 17. Dezember 2019 in Dublin (U18-Europarekord)
- 1500 Meter: 3:40,56 min, 25. Juli 2021 in Carlow
  - 1500 Meter (Halle): 3:44,85 min, 26. Januar 2020 in Athlone
  - Meile (Halle): 4:10,95 min, 8. Februar 2020 in New York City
- 3000 Meter: 8:18,91 min, 14. Juli 2018 in Dublin